# توقيت زوالي
التوقيت الزوالي هو عبارة عن توقيت يبدأ مع أول ثانية بعد الساعة الثانية عشرة ليلا أو الساعة الرابعة والعشرين، ويمتد لأربع وعشرين ساعة ويكون منتصف النهار عند الساعة الثانية عشرة ظهراً. وهو التوقيت المعمول به عالميا.

## سبب تسميته بالتوقيت الزوالي
سمي بهذا الاسم نظرا لتوسط وقت الزوال في الساعة الثانية عشرة ظهرا.

## بدايته
بدأ استخدام هذا التوقيت في أوروبا وبريطانيا بالتحديد ثم انتشر تدريجيا في مختلف ارجاء العالم.

## مميزاته
1. تتوحد ساعات العمل ومن حيث بداية العمل وانتهاؤه في هذا التوقيت في المدن المختلفة.
2. يوحد ساعات النهار والليل في المدينة الواحدة.

## عيوبه
1- يصعب تطبيق هذا التوقيت في البلدان الواسعة مثل: الصين وروسيا والولايات المتحدة الأمريكية وأستراليا وذلك نظراً لتعدد خطوط الطول المارة في هذه البلدان وبالتالي تؤدي إلى اختلاف مواقيت الشروق والغروب من مدينة إلى أخرى.
مثلا: في بعض الأيام يكون شروق الشمس في مدينة جدة على الساحل الغربي للسعودية عند الساعة السادسة صباحاً والذي يسبب حرجاً واضحا للطلاب المطالبين بالتواجد في المدرسة عند الساعة السادسة والنصف صباحاً، بينما في نفس اليوم في مدينة الدمام الشرقية بالمملكة العربية السعودية تشرق الشمس عند الساعة الخامسة صباحاً والذي يتيح مجالاً من الوقت للطلاب للتواجد في الموعد.
2- هذا التوقيت لا يراعي التوازن بين أيام الصيف والشتاء حيث يطول النهار في الصيف ويقصر ليله وبالمقابل يطول الليل في الشتاء ويقصر نهاره.